# Меривель, Чарльз
Чарльз Меривель (англ. Charles Merivale; 8 марта 1808 — 27 декабря 1893) — английский историк и священнослужитель.

## Биография

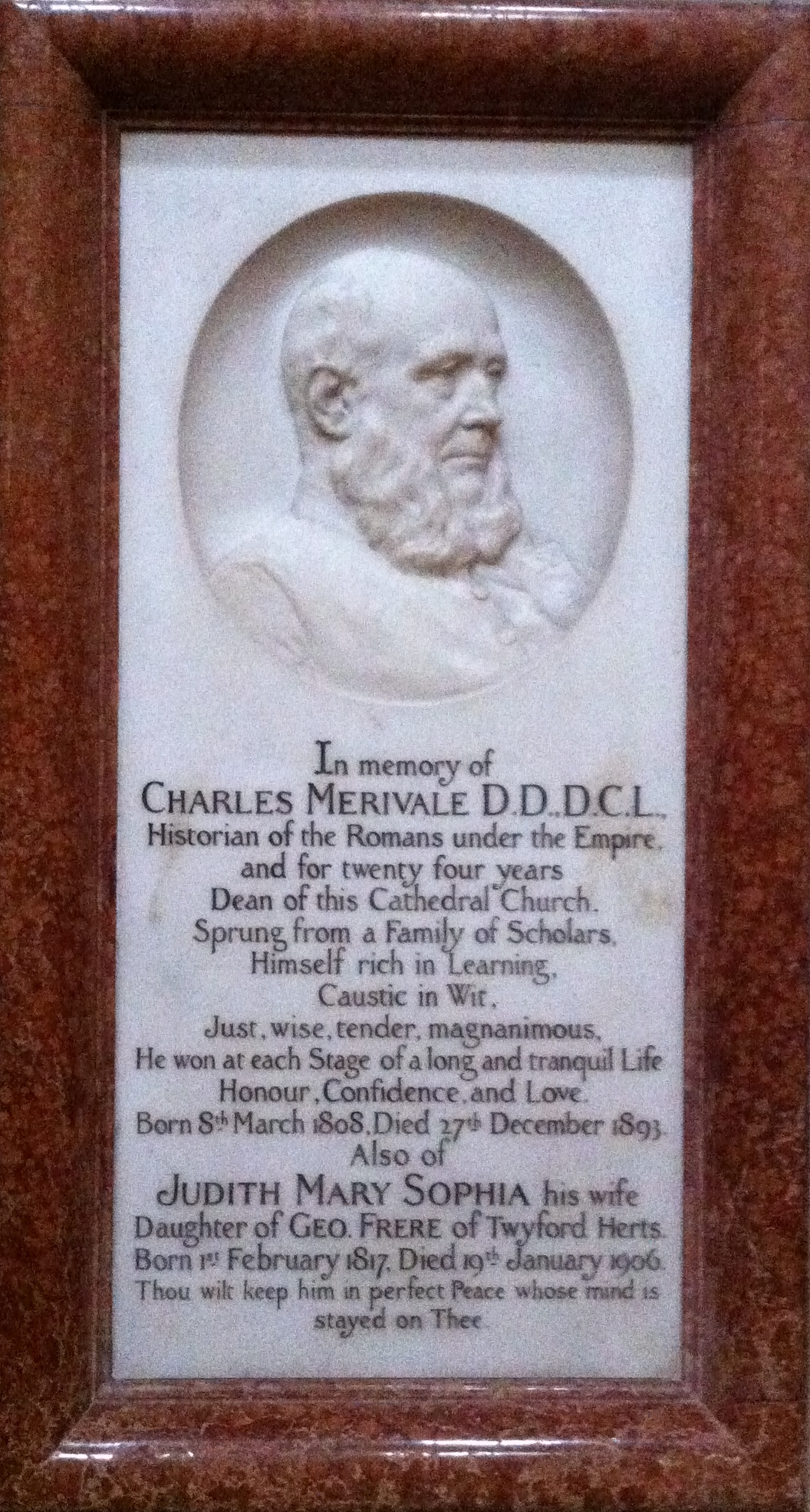
Мемориальная таблица в соборе г. Или (Англия)

В 1818—1824 учился в школе Хэрроу. В 1824 ему была предложена должность в Индийской гражданской администрации. Некоторое время занимался в Haileybury College, где он хорошо овладел несколькими восточными языками. Позже, окончил колледж Св. Джона в Кембридже.
В 1829 году вместе со студентом Оксфорда Чарльзом Уордсуортом стал инициатором проведения лодочной регаты по Темзе между командами лодочных клубов Оксфордского и Кембриджского университетов. Сам Меривель был участником команды Кембриджа 1829 года, которая проиграла в первый год проведения регаты.
В 1833 был рукоположен в сан диакона, в 1834 году — священника. Работал преподавателем в колледже и университете.
Был деканом кафедрального собора в Или (Англия).

## Научная деятельность
Видный специалист по древнеримской истории.
В 1850—1862 годах опубликовал свой основной исторический классический труд — «History of the Romans under the Empire» (I—VIII). Кроме того, напечатал «General history of Rome» (1875), «Lectures on Early Church History» (1879) и др.
Чарльз Меривель — автор более 200 научных работ, сотен статей, проповедей, лекций и стихов на латинском языке.
Его сын Джон Герман Меривель был первым в Англии профессором горного дела.